# Єжи Вятр
Єжи Юзеф Вятр (народився 17 вересня 1931 у Варшаві) — польський соціолог і політолог, комуністичний діяч комуністичного періоду, професор гуманітарних наук і академічний викладач, член Сейму 1-го, 2-го і 3-го термінів, колишній міністр національної освіти Польщі, батько Славомір Вятр.

## Біографія

### Наукова діяльність
Закінчив у 1954 році факультет філософії та соціології Варшавського університету. У 1957 р. захистив докторську дисертацію, у 1961 р. – габілітацію. У 1967 р. — доцент, у 1976 р. — професор.
У період з 1951 по 1958 рік, а також з 1969 по 1980 рік, він працював у Варшавському університеті. У складі університету він був завідувачем кафедри соціології політики в Інституті соціології. Від 1958 до 1968 року він очолював соціологічний відділ Військово-політичної академії ім. Фелікса Дзержинського. У період з 1959 по 1965 рік він також викладав лекції в Ягеллонському університеті. Від 1965 до 1969 року він обіймав посаду заступника директора Інституту філософії та соціології Польської академії наук. Він також виступав як президент головної управи Польського товариства політичних наук у період з 1964 по 1967 рік і з 1976 по 1979 рік. У період з 1975 по 1977 рік він очолював Інститут соціології, а з 1977 по 1980 рік був деканом факультету суспільних наук у Варшавському університеті. З 1979 по 1982 рік він виконував обов'язки віце-президента Міжнародної асоціації політичних наук. Запрошеним лектором він виступав в Університеті Мічигану, Університеті Британської Колумбії та Університеті Манчестера. У 2007 році він став ректором Європейського університету права та адміністрації у Варшаві, посаду, яку обіймав до 2013 року.

### Політична діяльність у ПНР
З періоду з 1948 по 1957 роки він був членом Союзу польської молоді. У 1949 році він приєднався до Польської об'єднаної робітничої партії і займав цю партійне членство до її розпуску в 1990 році. Він також був учасником Групи партійних соціологів, яка була створена після введення воєнного стану в Польщі під керівництвом Центрального комітету Польської об'єднаної робітничої партії. Від 1981 до 1984 року він обіймав посаду директора Інституту фундаментальних проблем марксизму-ленінізму Центрального комітету Польської об'єднаної робітничої партії. У 1981 році він став членом Центрального комітету Польської об'єднаної робітничої партії, де його завданням було роз'яснення причин і ходу соціальних конфліктів в історії Народної Польщі. У 1989 році він брав участь у переговорах за круглим столом від уряду.

### Політична діяльність в III Польській республіці
У 1991–1997 роках був депутатом Сейму 1-го та 2-го скликань. Член Альянсу демократичних лівих. З 2008 року був членом комітету з етики групи .
У 1996–1997 роках був міністром національної освіти від SLD в уряді Влодзімєжа Цімошевича. Під час свого перебування на посаді він неохоче викладав релігію в школах. У своїх виступах він про конкордат, навчання релігії в дитячих садках і дитячих садках, фінансування Папської академії теології . Він представив відомого сексолога Збігнєва Лева-Старовича як експерта в міністерстві, що зустріло протести деяких вчителів і батьків, а також Католицької Церкви. Під час візиту до Ягеллонського університету у дворі Collegium Medicum його закидали сирими яйцями .
У 2001 році кілька місяців був членом Сейму III каденції ; він отримав місце замість Данути Ванєк.

## Нагороди
У 1996 році президент Олександр Квасьневський нагородив його Командорським хрестом із зіркою Ордена Відродження Польщі .

## Публікації
- Нація і держава: соціологічні проблеми національного питання (KiW, 1969)
- Польща - нова нація. Процес формування соціалістичної польської нації (том 198 серії Omega, Варшава 1971)
- Соціологія політичних відносин (PWN, 1977)
- Товариство. Вступ до системної соціології (PWN, 1979)
- Шляхи до свободи: політичні механізми розвитку в постколоніальних країнах (ЦК ІПМ-Л Польської об’єднаної робітничої партії, 1982 р.)
- Військова соціологія (MON, 1982)
- Марксистська теорія суспільного розвитку (PWN, 1983)
- Марксизм і політика (серія «Бібліотека досліджень марксизму», KiW, 1987)
- Соціологія великого переходу (KAP, 1999)
- Соціал-демократія та виклики 21-го століття (Scholar, 2000)
- Соціологія політики (вчений, 2002)
- Роздуми про польський національний інтерес (IFiS PAN, 2004)
- Посткомуністична Європа – трансформації держав і суспільств після 1989 року (Scholar, 2006)